# Abadía de Brialmont
La Abadía de Brialmont (en francés Abbaye Notre-Dame de Brialmont) es un monasterio fundado en 1961 en Tilff, Esneux, en la Diócesis de Lieja, Bélgica.

## Historia
Charles Van der Cruyssen, abad de la abadía de Orval desde 1926, recientemente fundada, y Thomas Louis Heylen (1899-1941), obispo de Namur, fundaron en 1934 en dos conventos, en Sorée, Gesves, y Saint-Gérard, Mettet, con el nombre de Société des Bernardines Réparatrices («Sociedad de las bernardinas reparatrices») como respuesta a la encíclica Miserentissimus Redemptor (sobre la reparación del Sagrado Corazón de Jesús) del Papa Pío XI. La sociedad, en 1936, se convirtió en una congregación, y desde 1939, siguió el rito cisterciense. En 1941 tuvo lugar la profesión solemne de siete monjas.
En 1961 la comunidad de Sorée se trasladó a Brialmont en Tilff, al sur de Lieja. El Monasterio de Notre Dame de Brialmont se convirtió en abadía, y en 1975 entró oficialmente en la Orden Cisterciense de la Estricta Observancia (conocidos como trapenses). En 1976 la Comunidad de Saint-Gérard se trasladó también Brialmont. El papa Juan Pablo II visitó la abadía en mayo de 1985.

## Productos
Junto con otras 20 abadías y monasterios trapenses, forma parte de la Asociación Internacional Trapense. La abadía se sustenta económicamente a través del cultivo de setas de la variedad Agaricus campestris. Su producción es de 6500 kg al año bien como productos frescos o procesados. Dos tercios de las hermanas se dedican a la producción de las setas y todas colaboran en la comercialización del producto final. Es la única abadía trapense de la AIT que elabora este tipo de producto.

### Superiores y abadesas
- Juliana Angenot (1941-1959)
- Alix Cuerdas (1959-1986)
- Colette Grévisse (1986-2006)
- Marie-Pascale Dran (2006–)